# Dunklets korsväg
Dunklets korsväg är del 19 i Robert Jordans fantasyserie Sagan om Drakens Återkomst (Wheel of Time). På engelska: Crossroads of Twilight och den kom ut 2003. Den är översatt av Jan Risheden. 
| Föregående bok: De nio månarnas dotter | Sagan om Drakens Återkomst | Nästa bok: De dödas stad |